# بوث تارکینگتن
نیوتن بوث تارکینگتن (به انگلیسی: Newton Booth Tarkington) زاده ۲۹ ژوئیه ۱۸۶۹ - درگذشته ۱۹ مه ۱۹۴۶)، رمان‌نویس و نمایشنامه‌نویس آمریکایی بود که با رمان‌های آمبرسون‌های باشکوه و آلیس آدامز شناخته می‌شود.
او به همراه ویلیام فاکنر ، جان آپدایک و کلسن وایتهد یکی از چهار رمان‌نویسی است که بیش از یک بار برنده جایزه پولیتزر برای داستان شدند.

## کتابشناسی
- گناه فرزند
- آمبرسون‌های باشکوه
- آلیس آدامز